# Cincinnatia helicogyra
The crystal siltsnail tiếng Anh thường gọi là helicoid spring snail, danh pháp khoa học 'Cincinnatia helicogyra, là một loài ốc nước ngọt cỡ nhỏ có mang và nắp, là động vật thân mềm chân bụng sống dưới nước trong họ Hydrobiidae.
Đây là loài đặc hữu của Hoa Kỳ. Môi trường sống tự nhiên của nó là các con sông. Nó bị đe dọa do mất nơi sống.